# Nintendo DS
Nintendo DS (skr. NDS lub DS) – przenośna konsola gier wideo zaprojektowana i wyprodukowana przez przedsiębiorstwo Nintendo. Wydana w 2004 roku w Kanadzie, Stanach Zjednoczonych i Japonii. Konsola ma obudowę typu clamshell, podobną do Game Boya Advance SP, a wewnątrz dwa ekrany LCD, z których jeden jest dotykowy. Była to pierwsza konsola Nintendo wydana najpierw w Ameryce Północnej, a nie w Japonii.
Urządzenie nosiło pseudonim Nitro, co odzwierciedlone zostało w kodach modeli pojawiających się na jednostce. Nazwa konsoli oficjalnie rozwija się do „Developers’ System” (platforma twórców), co miało stanowić odniesienie do nowych projektów gier, które konsola miała zainspirować oraz „Dual Screen” (podwójny ekran), najbardziej oczywista i wyróżniająca się cecha urządzenia.
2 marca 2006 w Japonii korporacja Nintendo wydała Nintendo DS Lite, odświeżoną wersję Nintendo DS. Następnie, w czerwcu 2006, wydano ją w Ameryce Północnej, Europie i Australii. DS Lite jest mniejszą oraz lżejszą wersją Nintendo DS i ma jaśniejsze ekrany. Amerykański oddział Nintendo, Nintendo of America, nazywa starszy model „oryginalnym” (original style) Nintendo DS.
Platforma uruchamia gry na wcześniejszą wersję konsoli Nintendo, Game Boy Advance, ale w przeciwieństwie do niej nie obsługuje gier dla Game Boy Color (z powodu braku procesora Z80). Istnieją jednak emulatory tworzone przez entuzjastów tej konsoli umożliwiające uruchamianie gier przeznaczonych na tę platformę. Zrezygnowano również z portu szeregowego Link Cable obecnego w GBA, przez co rozgrywka wieloosobowa w grach na tę konsolę stała się niemożliwa (gry na DS korzystają z połączenia bezprzewodowego Wi-fi).
2 października 2008, Nintendo zaprezentowało Nintendo DSi, kolejną wersję Nintendo DS. Została ona wydana w Japonii 1 listopada 2008. W kwietniu 2009 konsola została wydana w Ameryce Północnej i Europie. Nowa konsola została ulepszona w stosunku do pierwowzoru, posiada szybszy procesor, więcej pamięci RAM, wbudowane 2 kamery. Jest zgodna z poprzednimi wersjami DSa, ale nie jest już zgodna z GBA.

## Powstanie i wydania
13 listopada 2003 Nintendo ogłosiło, że stworzy nową konsolę, która zostanie wydana w 2004 roku. Firma zaznaczyła, że nie będzie ona następczynią ani Nintendo GameCube, ani Game Boy Advance, ale będzie raczej postrzegana jako „trzeci filar” obok dwóch pozostałych konsoli. 20 stycznia 2004 konsola została zapowiedziana pod pseudonimem „Nintendo DS”. Korporacja dała natenczas tylko kilka szczegółów wspominając tylko, że urządzenie będzie miało dwa oddzielne trzycalowe panele TFT LCD, niezależne procesory i maksymalnie 1 gigabit pamięci półprzewodnikowej. Prezydent Nintendo, Satoru Iwata, powiedział „Zaprojektowaliśmy Nintendo DS bazując na całkowicie innej koncepcji od istniejących urządzeń, aby dostarczyć graczom niespotykane doświadczenie rozrywki na miarę XXI wieku”. W marcu zmieniono pseudonim na „Nitro”, wtedy też wyciekł dokument zawierający większość specyfikacji technicznej konsoli. W maju wrócono do starego pseudonimu „Nintendo DS” (DS oznaczające Dual Screen) i pokazano konsolę w wersji prototypowej na E3, kiedy też Nintendo opublikowało wszystkie cechy urządzenia. 28 lipca 2004 Nintendo ujawniło nowy projekt wyglądu, który został określony jako „błyskotliwszy i bardziej elegancki” niż zaprezentowany na E3. Tego dnia pseudonim „Nintendo DS” stał się także oficjalną nazwą urządzenia.
Nintendo DS bardzo przypomina pierwszą konsolę przenośną firmy Nintendo, Game & Watch, w szczególności wersje wieloekranowe takie jak Donkey Kong.

Logo konsoli

20 września 2004 Nintendo ogłosiło, że Nintendo DS zostanie wydana w 21 listopada 2004 w Ameryce Północnej za 149,99 dolarów amerykańskich. Premiera w Japonii została zaplanowana na 2 grudnia 2004, a w Europie i Australii na pierwszy kwartał 2005 roku. Sprzedaż konsoli rozpoczęto w Ameryce Północnej wydarzeniem premierowym o północy w Universal CityWalk EB Games w Los Angeles. W porównaniu do premiery w Stanach, konsola została wydana po cichu; jedno ze źródeł wskazuje zimną pogodę jako powód. W styczniu 2005 roku ogłoszono daty wydań w Australii – 24 lutego 2005 oraz w Europie – 11 marca 2005. Odnosząc się do wydania europejskiego prezydent Satoru Iwata powiedział:

Europa jest niezwykle ważnym rynkiem dla Nintendo i jesteśmy zaszczyceni, że mogliśmy zaofiarować tak krótki okres między wydaniami amerykańskim i europejskim. Wierzymy, że Nintendo DS zmieni sposób w jaki ludzie grają w gry wideo, a naszą misją pozostanie powiększanie doświadczeń z gier. Nintendo DS zaspokoi potrzeby wszystkich graczy, tak tych bardziej oddanych, którzy chcą spotkać się z oczekiwanymi przez nich wyzwaniami, jak i sporadycznych graczy, którzy oczekują prostej w obsłudze rozrywki.

## Porównanie modeli DS
| Porównanie konsol Nintendo DSi XL, Nintendo DSi, Nintendo DS Lite oraz Nintendo DS | Porównanie konsol Nintendo DSi XL, Nintendo DSi, Nintendo DS Lite oraz Nintendo DS | Porównanie konsol Nintendo DSi XL, Nintendo DSi, Nintendo DS Lite oraz Nintendo DS           | Porównanie konsol Nintendo DSi XL, Nintendo DSi, Nintendo DS Lite oraz Nintendo DS | Porównanie konsol Nintendo DSi XL, Nintendo DSi, Nintendo DS Lite oraz Nintendo DS |
| Model                                                                              | Nintendo DSi XL                                                                    | Nintendo DSi                                                                                 | Nintendo DS Lite                                                                   | Nintendo DS                                                                        |
| ---------------------------------------------------------------------------------- | ---------------------------------------------------------------------------------- | -------------------------------------------------------------------------------------------- | ---------------------------------------------------------------------------------- | ---------------------------------------------------------------------------------- |
| Konsola                                                                            |                                                                                    | An opened clamshell dual-screen handheld device. A camera is embedded in the internal hinge. |                                                                                    | An original DS                                                                     |
| Cena w dniu premiery                                                               | JP¥20,000 US$179.99 EUR€179.99                                                     | JP¥18,900 US$149.99 EUR€169.99                                                               | JP¥16.800 US$129.99 EUR€149.99                                                     | JP¥15,000 US$149.99 EUR€149.99                                                     |
| Waga                                                                               | 314 g                                                                              | 214 g                                                                                        | 218 g                                                                              | 275 g                                                                              |
| Wyświetlacz                                                                        | 4,2 cala (107 mm), 256 × 192 px                                                    | 3,25 cala (83 mm), 256 × 192 px                                                              | 3,12 cala (79 mm), 256 × 192 px                                                    | 3 cale (76 mm), 256 × 192 px                                                       |
| Wyświetlacz                                                                        | 5 poziomów jasności                                                                | 5 poziomów jasności                                                                          | 4 poziomy jasności                                                                 | Przełącznik podświetlenia                                                          |
| Wymiary                                                                            | 161 mm szerokości × 91,4 mm głębokości × 21,2 mm wysokości                         | 137 mm szerokości × 74,9 mm głębokości × 18,9 mm wysokości                                   | 133 mm szerokości × 73,9 mm głębokości × 21,87 mm wysokości                        | 148,7 mm szerokości × 84,7 mm głębokości × 28,9 mm wysokości                       |
| Nośniki gier                                                                       | DSi/DS, SD                                                                         | DSi/DS, SD                                                                                   | DS, Game Boy Advance                                                               | DS, Game Boy Advance                                                               |
| Wbudowana pamięć flash                                                             | 256 MB NAND                                                                        | 256 MB NAND                                                                                  | 256 KB NAND                                                                        | 256 KB NAND                                                                        |
| RAM                                                                                | 16 MB SRAM                                                                         | 16 MB SRAM                                                                                   | 4 MB SRAM – rozszerzalne przez slot Game Boy Advance                               | 4 MB SRAM – rozszerzalne przez slot Game Boy Advance                               |
| Procesor                                                                           | 133 MHz ARM9 i 33 MHz ARM7                                                         | 133 MHz ARM9 i 33 MHz ARM7                                                                   | 67 MHz ARM9 i 33 MHz ARM7                                                          | 67 MHz ARM9 i 33 MHz ARM7                                                          |
| Kamera                                                                             | Dwie kamery 0,3 megapiksela – przednia i tylna                                     | Dwie kamery 0,3 megapiksela – przednia i tylna                                               | Brak kamery/aparatu                                                                | Brak kamery/aparatu                                                                |
| Łączność/inne                                                                      | Wbudowane 802.11b/g                                                                | Wbudowane 802.11b/g                                                                          | Wbudowane 802.11b (kompatybilne tylko z WEP)                                       | Wbudowane 802.11b (kompatybilne tylko z WEP)                                       |

## Sprzęt

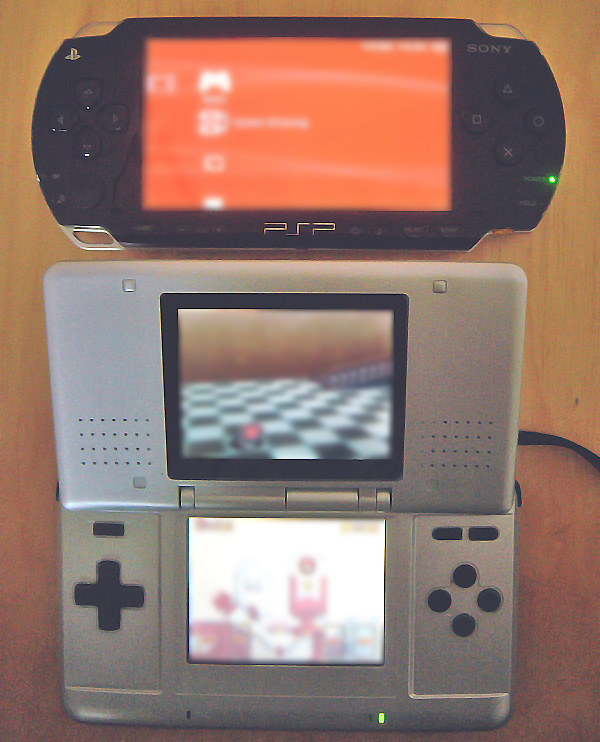
Porównanie rozmiarów konsoli PlayStation Portable oraz Nintendo DS

Grafika
Nintendo DS ma wbudowane dwa dwuwymiarowe układy graficzne, z których każdy niezależnie obsługuje jeden ekran o wymiarach 62,5 × 47,0 mm (i rozdzielczości 256 × 192 pikseli). Odstęp między wyświetlaczami wynosi 22 mm (co odpowiada 90 pikselom), co wykorzystywane jest czasami podczas jednoczesnego obrazowania na obu ekranach.
Konsola zawiera również układ generujący grafikę trójwymiarową, który może być przypisany do jednego z wyświetlaczy, mimo to niektórzy projektanci gier próbują czasami tworzyć trójwymiarową scenę na obu wyświetlaczach, co jednak mocno obciąża konsolę. Następnie obraz z układu trójwymiarowego przesyłany jest do układów generujących grafikę dwuwymiarową i, po opcjonalnej obróbce, wyświetlanych na odpowiednim ekranie.
Dźwięk
Urządzenie zawiera głośniki stereo oraz gniazdo typu jack 3,5 mm, do którego można podłączyć słuchawki stereofoniczne. Konsola zawiera także wbudowany mikrofon (oraz gniazdo dla urządzenia zewnętrznego), który w wielu grach służy do sterowania konsolą.
Komunikacja
DS zawiera moduł Wi-fi (IEEE 802.11b) obsługujący dwa protokoły, 802.11b służący do łączenia konsoli ze zgodnym routerem oraz autorski firmy Nintendo, stosowany do komunikacji między konsolami. Przewidziano możliwość jednoczesnego połączenia bezpośredniego maksymalnie szesnastu jednostek oddalonych od siebie, w zależności od warunków, do 8 – 28 metrów.
W wielu grach w rozgrywce brać mogą udział osoby nie posiadające osobnego kartridża. Wówczas łączą się one z gospodarzem (ang. host) udostępniającym część gry i pobierają odpowiednie dane na swoją konsolę (tzw. Nintendo DS Download Play). Funkcja ta dostępna jest m.in. w Mario Kart DS, New Super Mario Bros. i Meteos. Niektóre gry oferują również grę przez Internet, opcja ta nosi nazwę Nintendo WFC. Konsola musi być wtedy w zasięgu zgodnego punktu dostępowego sieci bezprzewodowej lub urządzenia znanego pod nazwą Nintendo Wi-Fi USB Connector, obu mających dostęp do Internetu.
Inne
Urządzenie zawiera niedużą pamięć trwałą, w której zapisywane są m.in. dane użytkownika (imię, data urodzin, ulubiony kolor), dotyczące kalibracji ekranu dotykowego (można je zmieniać za pomocą oprogramowania wbudowanego w konsolę, niektóre z nich również w grach). Konsola zawiera również zegar czasu rzeczywistego wykorzystywany w niektórych grach do symulowania efektów dnia i nocy zgodnych z czasem rzeczywistym (np. Animal Crossing: Wild World), czy kontrolowania upływu czasu od ostatniego uruchomienia gry (np. Nintendogs).

### Dane techniczne
Procesory
1 × procesor ARM946E-S 32-bitowy RISC, 66 MHz (przede wszystkim grafika, nieużywany w trybie GBA)
1 × procesor ARM7TDMI, 32-bitowy RISC, 33 MHz (zwykle dźwięk, 16 MHz w trybie GBA)
Pamięć wewnętrzna (w tym m.in.)
4096 KB pamięci głównej RAM (8192 KB w wersji programistycznej)
96 KB WRAM (64K dostępne dla ARM7 oraz 32K dostępne dla ARM7 lub ARM9)
60 KB TCM/Cache (TCM: 16 KB danych, 32 KB kodu; pamięć podręczna: 4 KB danych, 8 KB kodu)
656 KB VRAM (pamięć tła, obiektów, 2D, 3D, palet, tekstur, WRAM)
4 KB OAM/PAL (2 KB pamięci atrybutów obiektów, 2 KB RAM standardowej palety)
248 KB pamięci wewnętrznej 3D (104 KB RAMu wielokątów, 144 KB RAM wierzchołków)
8 KB RAM Wi-fi
256 KB pamięci flash z firmware (512 KB w wersji iQue zawierającej chiński zestaw znaków)
36 KB ROM BIOSu (4 KB dla ARM9, 16 KB dla ARM7, 16 KB dla GBA)
Grafika
2 × ekrany LCD TFT (kolorowy, 256×192 pikseli, 3 cale/76 mm, 18-bitowy (262144 kolorów), podświetlany)
2 × układ grafiki 2D (rozszerzony wariant kontrolera grafiki GBA)
1 × układ grafiki 3D (może być przypisany do górnego lub dolnego ekranu)
1 × moduł przetwarzania obrazu (efekty bądź przesłanie grafiki 3D do jednego z silników 2D)
Dźwięk
16 kanałów dźwiękowych (16 × PCM8/PCM16/IMA-ADPCM, 6 × PSG-Wave, 2 × szum PSG)
2 jednostki rejestrowania dźwięku (do efektów echa itp.)
wyjście: dwa wbudowane głośniki stereo, gniazdo słuchawek
wejście: jeden wbudowany mikrofon, gniazdo mikrofonu
układ wzmacniacza dźwięku (nieobecny w wersji Lite, która zawiera moduł zintegrowany w układzie zarządzania zasilaniem)
Kontrolery
wbudowany gamepad: 4 przyciski kierunkowe (krzyżak), 8 przycisków (A/B/X/Y/L/R/START/SELECT)
analogowy ekran dotykowy (półprzezroczysty system membrany elektroopornej pod dolnym wyświetlaczem), układ go obsługujący umożliwia również pomiar temperatury z dokładnością 1 °C po kalibracji lub 2 °C bez niej. Zakres temperatur wynosi od –40 °C do 85 °C w konsoli DS i tylko od –20 °C do +70 °C w DS Lite. Zgodnie z wytycznymi Nintendo konsola nie powinna być narażana na „ekstremalne” ciepło lub zimno, optymalna temperatura ładowania baterii została określona na poziomie 10–40 °C. Oryginalne firmware nie obsługuje kalibracji temperatury.
elektromagnetyczny czujnik zamknięcia pokrywy znajdujący się pod głośnikiem, obecny w oryginalnej konsoli między przyciskami START i SELECT, i aktywowany przez magnes zawarty w głośniku.
Porty komunikacyjne
Wi-fi (IEEE 802.11b)
Dodatkowe
wbudowany zegar czasu rzeczywistego
moduł zarządzania zasilaniem
Pamięć zewnętrzna
SLOT-1 (dla gier NDS, szyfrowana 8-bitowa szyna danych i szeregowa szyna 1-bitowa)
SLOT-2 (dla rozszerzeń NDS lub gier GBA)
Produkowane kartridże
ROM: 8 MB, 16 MB, 32 MB, 64 MB, 128 MB, 256 MB, 512 MB (niedawno wprowadzone)
EEPROM/FLASH/FRAM: 0,5 KB, 8 KB, 64 KB, 256 KB, 512 KB lub 1024KB (zapis stanu)
Uruchamianie
kartridż NDS (tryb NDS)
flash wbudowanego oprogramowania (tryb NDS, np. poprzez załatanie wbudowanego oprogramowania za pomocą kabla ds-xboo)
Wi-fi (tryb NDS)
kartridż GBA (tryb GBA bez obsługi szeregowego portu we-wy, tzw. Link Cable)
Zasilanie
wbudowany akumulator litowo-jonowy, 3,7V 850mAh/1000mAh (klasyczna/Lite)
zasilanie zewnętrzne: 5,2V DC (do stabilnej pracy wystarczy 5V), gniazdo identyczne jak w Game Boy Advance SP, model Lite ma inną wtyczkę
dołączany zasilacz na prąd przemienny dostarczający stały o żądanym napięciu
cechy fizyczne
waga: ok. 275 g
wymiary: 148,7 × 84,7 × 28,9 mm

### Nośniki
Gry na Nintendo DS korzystają z własnościowego formatu „karty gry” (game card) trwałego ROM przypominającego karty pamięci używane w innych przenośnych urządzeniach elektronicznych, takich jak kamery cyfrowe. Aktualnie obsługuje karty o rozmiarze do 4 gigabitów (4096 Mb lub 512 MB), co stanowi ośmiokrotnie większą ilość dostępnej pamięci od największego kartridża Nintendo 64 (512 Mb lub 64 MB). Karty posiadają często dodatkową pamięć flash lub EEPROM, na której przechowywane są dane użytkownika takie jak postęp gry lub najwyższe wyniki. Karty mają rozmiary 33,0 × 35,0 × 3,8 mm (ok. połowę szerokości i grubości kartridżów Game Boy Advance) i ważą ok. 3,5 g.
Na podstawie bloga twórcy MechAssault: Phantom War na IGN wiadomo, że większe (takie jak 128 MB) karty mają wolniejszy transfer danych niż częściej spotykane mniejsze (takie jak 64 MB) karty. Nie podano jednak dokładnych danych.
Ponieważ Nitro było pseudonimem platformy, to w numerze seryjnym z tyłu karty gry oraz na konsoli pojawiają się litery „NTR”. NTR-XXX to numery modeli znajdowane na oryginalnym Nintendo DS i jego akcesoriach.

### Wbudowane oprogramowanie
Wbudowane w konsolę oprogramowanie zawiera zegar (wraz z alarmem) oraz kalendarz (wyłącznie datownik) i umożliwia prostą personalizację (jak wspomniano wyżej), dane te wykorzystywane są w grach. Urządzenie może komunikować się z użytkownikiem w jednym z następujących języków: angielskim, niemieckim, francuskim, hiszpańskim, włoskim i japońskim. Wersja iQue DS, wydana w Chinach, umożliwia również komunikację w języku chińskim. Nie istnieje wersja polska oprogramowania. Wybrany język jest zarazem językiem domyślnym gier wielojęzycznych.

## Funkcjonalność

### Nintendo Wi-Fi Connection
Nintendo Wi-Fi Connection (jap. ニンテンドーWi-Fiコネクション Nintendō Wi-Fi Konekushon; powszechnie nazywany WFC) jest darmową usługą gier online. Gracze będący właścicielami zgodnych gier na Nintendo DS mogą połączyć się z usługą poprzez Wi-fi za pomocą Nintendo USB Connector lub bezprzewodowego routera. Usługa została uruchomiona w Ameryce Północnej 14 listopada 2005 roku wraz z wydaniem Mario Kart DS. Dostępne są różnorodne gry online oraz przeglądarka internetowa (zob. niżej).
20 maja 2014 roku usługa została wyłączona uniemożliwiając tym samym dalszą grę online.

### Download Play
Download Play umożliwia użytkownikom rozgrywkę wieloosobową z innymi konsolami Nintendo DS za pomocą tylko jednej karty gry, takiej jak np. Mario Party DS i Mario Kart DS. Gracze muszą znajdować się w zakresie sieci bezprzewodowej (do ok. 30 metrów) od siebie, aby goście (gracze niemający karty gry) mogli pobrać niezbędne dane od gospodarza (gracza z kartą gry).
Niektórzy sprzedawcy Nintendo DS udostępniają urządzenia znane jako DS Download Station (Stacje pobierania DS), które pozwalają użytkownikom pobranie dem nadchodzących i dostępnych już gier na DS. Jednakże z powodu ograniczeń pamięci pobrania są usuwane po wyłączeniu urządzenia. Stacja pobierania złożona jest z od 1 do 8 standardowych konsoli DS ze standardową kartą DS zawierającą pozycję demonstracyjną.

### PictoChat
PictoChat umożliwia użytkownikom komunikację z innymi posiadaczami Nintendo DS w zakresie lokalnej sieci bezprzewodowej. Mogą oni wprowadzać tekst (poprzez małą klawiaturę ekranową), pisać odręczne wiadomości lub rysować obrazki (za pomocą rysika i ekranu dotykowego). Dostępne są cztery pokoje (A, B, C, D), a w każdym z nich może znajdować się co najwyżej szesnaście osób.

### Podział regionalny
Nintendo DS nie zawiera blokady regionalnej w tym sensie, że dowolna konsola uruchomi grę na Nintendo DS kupioną gdziekolwiek na świecie. Jednakże chińskie wersje gier mogą być uruchomione jedynie na chińskim iQue DS, którego większy układ oprogramowania wbudowanego zawiera wymagane rysunki chińskich znaków. Choć Nintendo DS z innych regionów nie może odtwarzać chińskich gier, to iQue DS może uruchamiać gry z innych regionów. Także, jak ma to miejsce z grami na Game Boya, niektóre gry wymagające od obu graczy kartę gry Nintendo DS do gry wieloosobowej nie muszą koniecznie działać, jeśli gry są z różnych regionów (np. japońska gra Nintendo DS może nie działać z europejską grą Nintendo DS, choć niektóre tytuły, jak np. Mario Kart DS, są wzajemnie zgodne). Dodatkowo niektóre gry mogą być rozgrywane poprzez internet za pomocą Nintendo Wi-Fi Connection z użytkownikami gry z innego regionu.
Niektóre gry umożliwiające rozgrywkę Wi-fi (np. Mario Kart DS) pozwalają na wybór przeciwników ze względu na region. Obok dwóch ustawień niezależnych od położenia dostępnymi opcjami są „Continent” (kontynent) i „Worldwide” (cały świat). Umożliwia to graczom na ograniczenie współzawodnictwa do przeciwników z tego samego regionu geograficznego. Nie jest wiadome, czy wybór dyktowany jest kodem regionalnym używanej konsoli, regionem karty gry lub geolokalizacją adresu IP.

## Hackowanie, oprogramowanie amatorskie i piractwo
Oprócz gier dla GBA oraz rozszerzeń pamięci (do tej pory wyłącznie dla Opera DS) w SLOT-2 umieszczane mogą być specjalnie opracowane interfejsy kart CF, SD, MiniSD itp., które umożliwiają uruchamianie amatorskiego oprogramowania czy pirackich gier.
Pierwotnie SLOT-1, do którego standardowo wkłada się kartridże gier dla DS, służył wyłącznie do przekazania sterowania do interfejsów SLOT-2, co było spowodowane brakiem znajomości architektury konsoli. Uruchamianie gier w trybie DS za pomocą interfejsu SLOT-2 stało się możliwe w wyniku błędu w oprogramowaniu konsoli, który wkrótce został poprawiony w kolejnych wydaniach konsoli. Niemniej jednak sposób działania został poznany.
Niedługo potem hakerom konsoli udało się przenieść sterowanie do SLOT-1, przez co urządzenia SLOT-2 przestały być niezbędne do działania. Od tej pory powstały bardziej lub mniej przemyślane konstrukcje opierające się wyłącznie o gniazdo SLOT-1. Tego typu urządzenia nie mogą uruchamiać gier przeznaczonych dla GBA, gdyż nadal wymagają one przekierowania sterowania do gniazda SLOT-2, a zatem wykorzystanie interfejsów tego portu jest w tym wypadku nieuniknione.

## Akcesoria

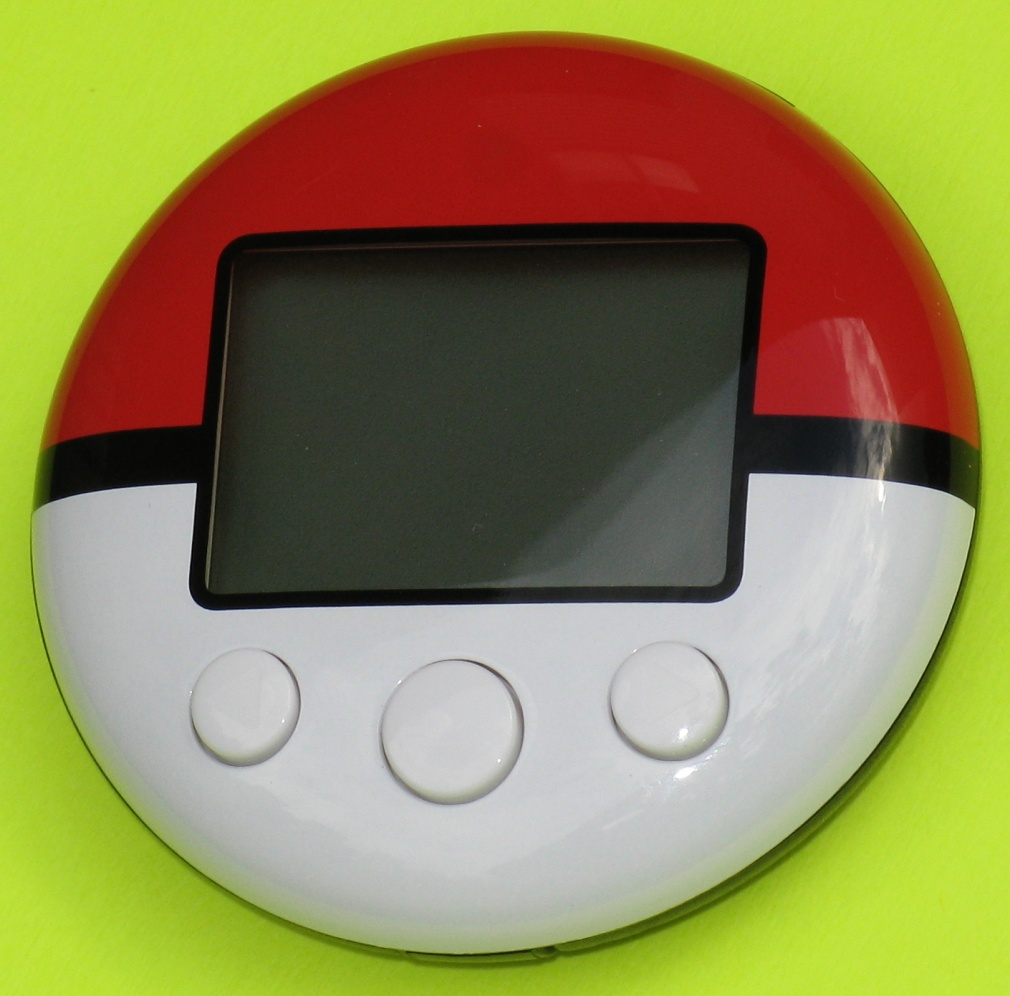
Pokéwalker dodawany do gier Pokémon HeartGold i SoulSilver

Oficjalne akcesoria Nintendo
- Rumble Pack – daje efekt wibrowania konsoli; pierwsze oficjalne akcesorium.
- Magnetic Stand – zwiększa wygodę użytkowania programu CookBook.
- Opera Web Browser – przeglądarka internetu z rozszerzeniem pamięci na SLOT –2.
- Nintendo MP3 Player – odtwarzacz muzyki z adapterem kart SD.
- DS Camera – kamera wykorzystywana w grze Face Training.
- Slide Controller – w grze „Slide Adventure: Mag Kid”.
- Nintendo DS TV Tuner – tuner telewizji.
- Nintendo USB Connector – urządzenie służące do połączenia z internetem
- Pokéwalker – pedometr, kształtem przypominający Poké Ball; dodawany do gier Pokémon HeartGold i SoulSilver

Akcesoria innych firm:
- DS Motion Card – akcelerometr (czujnik ruchu)
- Action Replay – służący do cheatowania
- Play Yan – odtwarzacz multimediów
- Wifi Max – alternatywa dla Nintendo Wi-fi USB Connector
- Flash Catridge – kartidże służące do uruchamiania gier pobranych z internetu, homebrew etc.
- Najpopularniejsze Flash Kartridże (nagrywarki, programatory): Seria M3 (Simply, Real itp.), R4, Acekard 2, Supercard i inne
- Guitar Hero Grip – przystawka służąca do gier z serii Guitar Hero